# Shu’i
Pour un article plus général, voir Boutre.
Un shu'i ou shu'ai est un type d'embarcation commune au Qatar. Ce boutre évoque une grosse barque et sert à la pêche.

## Description
Muni d'un seul mât, le shu'ai a une quille droite et des traverses carré avec une proue presque verticale.

## Utilisation

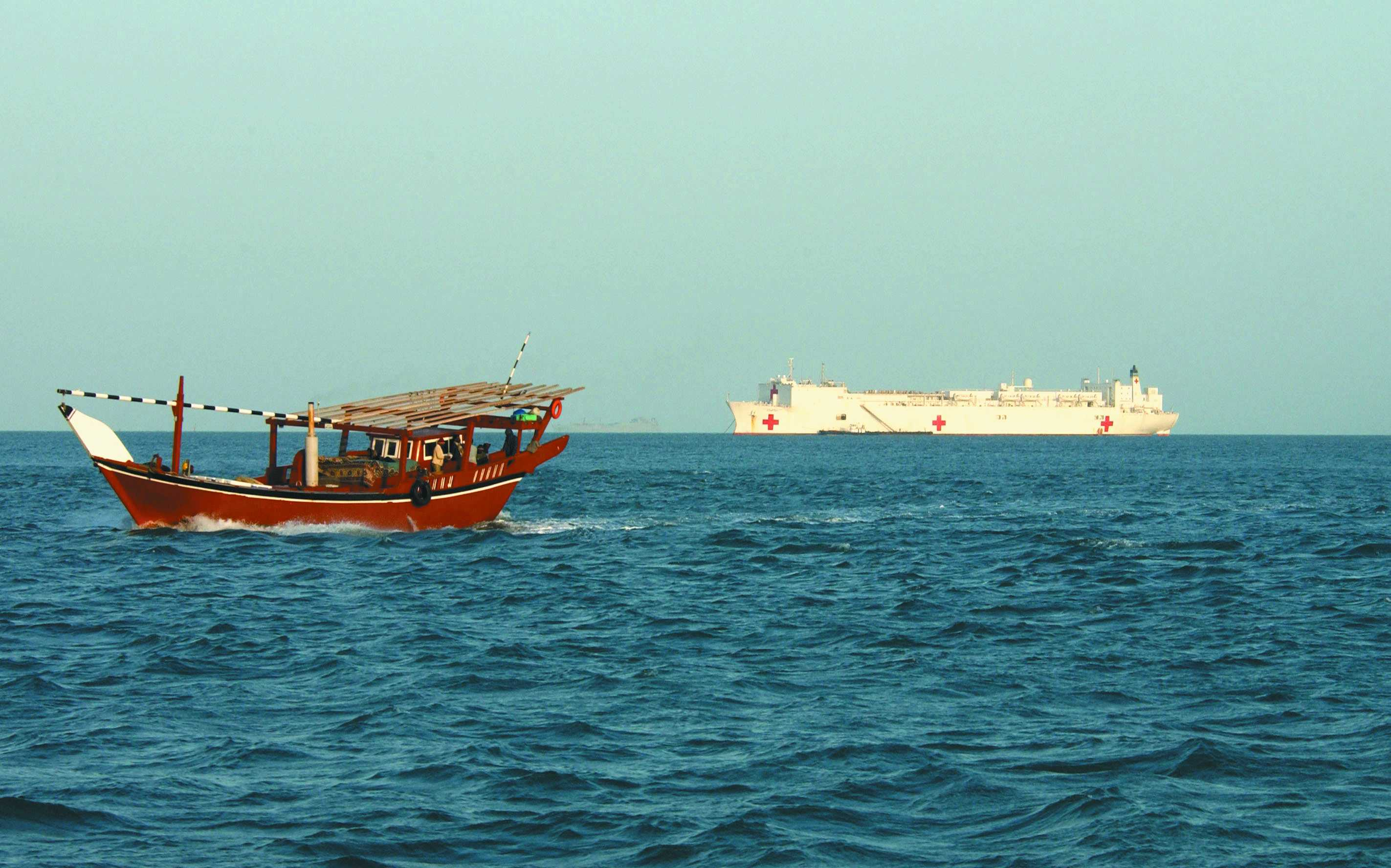
Shu'ai croisant un navire-hôpital

Souvent motorisé, le shu'ai sert surtout pour la pêche. Il est aussi très apprécié en tant que bateau de plaisance. Embarcation rapide, il a également été utilisé par les services de police des frontières maritimes, pour lutter contre la contrebande de personnes et de marchandises.